# Prosek (Prague)
Pour les articles homonymes, voir Prosek.
Prosek (en allemand : Prossek) est un quartier pragois situé dans le nord de la capitale tchèque, appartenant à l'arrondissement de Prague 9, d'une superficie de 167,6 hectares est un quartier de Prague. En 2018, la population était de 17 382 habitants.
La ville est devenue une partie de Prague en 1922.
En 2008, une station de métro a été ouverte.
Selon une légende, il existe une galerie souterraine qui permet de se rendre à la ville Stara Boleslav.

## Endroits remarquables
- Église Saint-Vaclav est le plus ancien bâtiment du quartier. Elle a connu plusieurs reconstructions. On pense qu'elle date de la fin du XIe siècle.
- Les trois madones de Zuzana Čížková.
- Les grottes de Prosek.